# Kevin Farrell
Kevin Joseph Farrell (Dublín, 2 de septiembre de 1947) es un cardenal y obispo católico irlandés nacionalizado estadounidense. Es el actual camarlengo de la Iglesia católica. Tras obtener varias titulaciones académicas en distintas universidades del mundo, fue ordenado sacerdote el 24 de diciembre de 1978 en la ciudad de Roma. Tras su ordenación comenzó a ejercer en México, pero después se trasladó a Estados Unidos, para desempeñar su ministerio en la arquidiócesis de Washington, en la que luego fue nombrado en 2001 obispo auxiliar y también titular de Rusuccuru. Fue el Jefe de Estado en funciones de la Ciudad del Vaticano desde el fallecimiento del papa Francisco el 21 de abril de 2025 hasta la elección de su sucesor, el papa León XIV, el 8 de mayo del mismo año.
Posteriormente, el 6 de marzo de 2007 pasó a ser el obispo de Dallas y a ocupar numerosos cargos episcopales sobre todo en la Conferencia de los Obispos Católicos de los Estados Unidos, hasta que el día 15 de agosto de 2016 fue nombrado por el papa Francisco en la curia romana, como primer prefecto del nuevo Dicasterio para los Laicos, Familia y Vida.

## Biografía

### Inicios y formación
Estudió con los Hermanos Cristianos (C.F.C.) en el suburbio de Drimnagh y en 1966 comenzó a hacer su noviciado con los Legionarios de Cristo. Un año más tarde hizo un viaje a los Estados Unidos para la recaudación de fondos destinados a las misiones católicas de América Latina, a través de la Congregación para la Evangelización de los Pueblos.
Luego marchó hacia España para tener el título de Bachelor of Arts en la Universidad de Salamanca. Seguidamente fue a Italia e hizo un Máster en Filosofía (MPhil, MRes) y se licenció en Teología por la Pontificia Universidad Gregoriana y además recibió los grados de Teología dogmática y Teología pastoral en la Universidad Pontificia de Santo Tomás de Aquino. Más tarde hizo una Maestría en Administración de Negocios por la Universidad de Notre Dame (Estados Unidos).

### Sacerdocio
El 24 de diciembre de 1978 fue ordenado sacerdote en Roma e inició su ministerio pastoral en México como capellán de la Universidad de Monterrey (UDEM), donde también impartió algunos seminarios sobre bioética y ética social.
Al mismo tiempo fue administrador general de la Legión de Cristo, cuyas responsabilidades estaban dentro de diversas escuelas católicas de Italia, España e Irlanda.
En 1984 volvió a Norteamérica y allí fue incardinado para la Arquidiócesis de Washington D. C., donde estuvo sirviendo como pastor en la Iglesia "Saint Peter’s Parish" de Onley, en "St Bartholomew" de Bethesda y en "St. Thomas Apostle" y la "Annunciation" de Washingston.
También en 1986, monseñor Seán Patrick O'Malley lo eligió como director del Centro Católico Hispano.
Desde 1988 a 2007 fue director ejecutivo adjunto y director interino de Caridades Católicas, secretario de Finanzas, vicario general y moderador de la Curia de la Arquidiócesis.

### Prelado de Honor de Su Santidad
Cabe destacar que en 1995, el Papa Juan Pablo II le otorgó el título honorífico de prelado de Honor de Su Santidad.

## Episcopado

### Obispo auxiliar de Washington
El 28 de diciembre de 2001, el papa Juan Pablo II lo nombró Obispo titular de Rusuccuru y obispo auxiliar de la arquidiócesis de Washington D. C..
Recibió la consagración episcopal el 11 de febrero de 2002, durante una eucaristía presidida por el cardenal-arzobispo metropolitano y principal consagrante Theodore Edgar McCarrick y por sus co-consagrantes, el cardenal-arzobispo emérito James Aloysius Hickey y el también auxiliar Leonard James Olivier.

### Obispo de Dallas
El 6 de marzo de 2007, el papa Benedicto XVI lo designó como VII obispo de la diócesis de Dallas, en sucesión de monseñor Charles Victor Grahmann, que se retiró por jubilación. Tomó posesión oficial de este cargo, el día 1 de mayo.
Como obispo de Dallas, dentro de la Conferencia de los Obispos Católicos de los Estados Unidos (USCCB) ha ejercido de consultor de la Comisión Episcopal de Migración, la cual se encarga de supervisar el departamento de Servicios de Migración y Refugiados y desde 2009 ha sido el presidente del Comité de Obispos para la National Collections, que apoya la administración y coordina las colecciones de la justicia social, la evangelización, la educación y el desarrollo institucional.
También fue tesorero de la conferencia episcopal y presidente de la Comisión de Presupuesto y Finanzas.
Además de estas funciones, sirvió como canciller de la Universidad de Dallas, de la Basílica del Santuario Nacional de la Inmaculada Concepción, de las Juntas del Consejo de la "Papal Foundation", de la Universidad Católica de América (CUA) y del Instituto San Lucas, en el Distrito de Columbia. Y fue presidente de la Nueva Evangelización de América y miembro de la Junta Directiva los Amigos del Colegio Pontificio Irlandés en Roma.

## Cardenalato
Desde el 17 de agosto de 2016, tras haber sido nombrado por  el papa Francisco, es el primer Prefecto del recién creado nuevo Dicasterio para los Laicos, Familia y Vida.
Desde 19 de noviembre de 2016, es cardenal de la Iglesia católica.
El 29 de mayo de 2017 fue nombrado miembro de la Oficina de Administración del Patrimonio de la Santa Sede. El 11 de octubre del mismo año, fue nombrado miembro de la Pontificia Comisión para el Estado de la Ciudad del Vaticano.
El 28 de mayo de 2019 fue nombrado miembro de la Congregación para los Institutos de Vida Consagrada y las Sociedades de Vida Apostólica ad quinquennium.
El 26 de mayo de 2020, fue nombrado miembro del Pontificio Consejo para los Textos Legislativos ad quinquennium. El 29 de septiembre de siguiente, fue nombrado presidente de la Comisión de Materias Reservadas ad quinquennium.
El 15 de agosto de 2021 fue confirmado como prefecto del Dicasterio para los Laicos, la Familia y la Vida ad aliud quinquennium.
El 14 de marzo de 2022 fue nombrado miembro del Comité Pontificio para los Congresos Eucarísticos Internacionales ad quinquennium. El 3 de mayo siguiente, fue nombrado miembro de la Congregación para el Culto Divino y la Disciplina de los Sacramentos ad quinquennium. Fue nombrado miembro de la Administración del Patrimonio de la Sede Apostólica ad quinquennium, el 29 de mayo de 2022. El 7 de junio del mismo año, fue nombrado presidente del Comité para las Inversiones de la Santa Sede. 
El 2 de septiembre de 2022 fue confirmado como prefecto del Dicasterio para los Laicos, la Familia y la Vida donec aliter provideatur. El 11 de octubre siguiente, fue confirmado como miembro de la Pontificia Comisión para el Estado de la Ciudad del Vaticano usque ad octogesimum annum aetatis.
El 7 de marzo de 2023 fue nombrado miembro de la Sección para las cuestiones fundamentales de la evangelización en el mundo del Dicasterio para la Evangelización  usque ad octogesimum annum aetatis. El 2 de junio del mismo año, fue nombrado presidente del Tribunal de Casación del Estado de la Ciudad del Vaticano, con efectos a partir del 1 de enero de 2024.
En 2024, fue nombrado por el papa Francisco, enviado especial para el LIII Congreso Eucarístico Internacional, llevado a cabo en Quito, Ecuador.

### Cardenal-Camarlengo de la Iglesia católica
Desde el 14 de febrero de 2019, tras haber sido nombrado por el papa Francisco, es el actual Cardenal-Camarlengo de la Iglesia católica.
El 14 de febrero de 2024 fue confirmado como Camarlengo, usque ad octogesimum annum aetatis.
Anunció la muerte del papa Francisco ocurrida el 21 de abril de 2025 a las 7:35 (UTC+2), hora local de Ciudad del Vaticano. Su mensaje, leído en italiano con un claro acento inglés fue: “Queridos hermanos y hermanas, con profundo dolor debo anunciar el fallecimiento de nuestro Santo Padre Francisco. A las 7:35 de esta mañana, el Obispo de Roma, Francisco, regresó a la casa del Padre”. Como camarlengo, ante la muerte del papa administrará temporalmente el Vaticano hasta que asuma un sucesor en el pontificado. Seguirá con el estricto protocolo de la Santa Sede ante la muerte de un pontífice. Presidirá el ritual de certificación de la muerte de Francisco y depositará su cuerpo en un ataúd que será dispuesto en la capilla de la Casa Santa Marta y cerrará y pondrá el sello lacrado a la residencia del papa en el segundo piso del edificio. Farrell también estará acompañado de los familiares de Francisco.

## Vida privada
De nombre completo es Kevin Joseph Farrell, pero es más conocido por Kevin Farrell. Nació el día 2 de septiembre de 1947, en la ciudad de Dublín (Irlanda) donde ha pasado gran parte de su juventud antes de viajar a otros países para llevar a cabo sus estudios superiores. Es el segundo de cuatro hijos. Cabe destacar que su hermano mayor es también obispo, Brian Farrell, que desde diciembre de 2002 es el vicepresidente de la Comisión para las relaciones religiosas con el Judaísmo y Secretario del Pontificio Consejo para la Promoción de la Unidad de los Cristianos en la Curia Romana.
Al ser nombrado obispo por primera vez, además de elegir su escudo, escogió como lema episcopal: la frase "State In Fide" (en latín).

## Condecoración
| Distinción                      | Período | Lugar               | Otorgado por      |
| ------------------------------- | ------- | ------------------- | ----------------- |
| Prelado de honor de Su Santidad | 1995    | Ciudad del Vaticano | San Juan Pablo II |